# Sân vận động Ergilio Hato
Sân vận động Ergilio Hato (tiếng Hà Lan: Ergilio Hatostadion) là một sân vận động đa năng ở Willemstad, Curaçao. Sân còn được gọi là Sentro Deportivo Korsou (SDK) và là sân vận động lớn nhất của hòn đảo, với sức chứa 10.000 khán giả. Sân được đặt theo tên của Ergilio Hato, một cầu thủ bóng đá huyền thoại của hòn đảo.

## Sử dụng
Sân vận động hiện được sử dụng chủ yếu cho các trận đấu bóng đá, là sân nhà của đội tuyển bóng đá quốc gia Curaçao, đội kế thừa của đội tuyển bóng đá quốc gia Antille thuộc Hà Lan. Các câu lạc bộ sử dụng sân là CRKSV Jong Holland, CRKSV Jong Colombia và RKSV Centro Dominguito.